# Club Atlético Portuguesa
El Atlético Portuguesa fue un equipo de fútbol venezolano, establecido en la ciudad de Acarigua, estado Portuguesa, y que milita en la Tercera División de Venezuela.

## Historia
Comenzó su transitar en la segunda mitad de la temporada 2011-2012, en la Tercera División Venezolana 2012 bajo el nombre de EF Seguridad Ciudadana, donde jugó el Torneo de Nivelación 2012. Formó parte del Grupo Central III. Culminó en la quinta casilla con 11 puntos, producto de 3 victorias, 2 empates y 5 derrotas.
Para la temporada (2012-13), integró el Grupo Occidental I, del cual fue líder con un total de 23 unidades en 10 partidos y solamente una derrota en todo el semestre, que fue de visita en Barinas ante el Unión Atlético Zamora, eventual segundo lugar de la zona; el liderato de grupo le permitió participar en el siguiente torneo de la temporada, el Torneo de Promoción y Permanencia 2013 donde compitió para lograr la promoción a la Segunda División de Venezuela. Compartió en el Grupo Occidental con equipos de la Segunda División como Lotería del Táchira FC y el Club Deportivo San Antonio. Por falta de patrocinio económico, el club solamente logra una victoria en todo el semestre, lo cual ubica al equipo en la séptima casilla con 6 puntos, permaneciendo así en la Tercera Categoría del balompié venezolano para la temporada siguiente.
Para la temporada 2013-14 de la Tercera División, comienza a competir bajo el nombre de Academia de Fútbol Guanare y toma parte del Grupo Occidental II, junto a Potros de Barinas FC, Lanceros de Zamora FC y Atlético Turén. Solo consigue 2 victorias en todo semestre quedando ubicado en la cuarta casilla de grupo con 9 unidades. Para el Torneo Nivelación 2014 participa en el Grupo Occidental I, culminando en la cuarta posición, al sumar 14 unidades durante el semestre.
Para el inicio de la Temporada 2014-2015 de la Tercera División de Venezuela, el equipo recibe un cambio más profundo de imagen. Cambiando de nombre a Atlético Guanare, tras obtener los derechos legales para el uso del nombre y a su vez pasa de los colores; naranja y blanco, al verde y azul. Para el Torneo Apertura 2014 participa en el Grupo Occidental II, culminando en la Segunda posición, al sumar 28 unidades durante el semestre, producto de 9 victorias, 1 empates y 4 derrotas. Ganando así el derecho a participar en el Torneo de Promoción y Permanencia 2015, donde culmina en la Cuarta posición, al sumar 22 unidades durante el semestre, producto de 6 victorias, 4 empates y 4 derrotas, no logrando ascender a la Segunda División de Venezuela.
Para la temporada 2016 de la Tercera División de Venezuela, el cuadro guanareño logra obtener un muy buen rendimiento, compitiendo en el Grupo Centro - Occidental, donde tuvo como rivales a Próceres FC, Internacional Turén, UD Lara, Unión Lara SC y al cuadro filial de Yaracuyanos FC, los últimos 2 mencionados decidieron retirarse finalizado el Clausura. Logra finalizar en la primera posición de su grupo tras sumar 46 puntos a lo largo de la temporada, y con ello, entró en la disputa por el ascenso a la Segunda División de Venezuela, donde formó parte del Cuadrangular B, teniendo como adversarios a Atlético Los Andes, Junidense FC y al conjunto filial de Ureña SC, siendo el filial tachirense quien finalizara primero de la zona, pero al descender el equipo principal a la Segunda División, Atlético Guanare es quien toma su lugar y por tanto asciende a la Segunda División de Venezuela para la temporada 2017.
Ya en la Segunda División de Venezuela 2017, inicia su camino formando parte del Grupo Occidental, donde tuvo como adversarios a Titanes FC, conjunto a quien enfrentó e su debut, Real Frontera SC, Ureña SC entre otros. Como en todo debut, la irregularidad en el rendimiento suele estar presente, pero pocos puntos de diferencia (5 puntos, concretamente) no le permitieron al equipo portugueseño llegar a la lucha por el ascenso a la Primera División de Venezuela, debiendo disputar el cuadrangular de permanencia para conservar su lugar en la categoría, objetivo que no pudo concretar, por lo que desciende a la Tercera División de Venezuela para la Temporada 2018.

### De regreso a la Tercera División
Tras haber perdido la categoría, y teniendo dificultades económicas tras su primera temporada en la Segunda División el cuadro de Guanare decide cambiar su denominación a Guanare Sport Club para el inicio de la Tercera División Venezolana 2018, donde toma parte en el Grupo Centro - Occidental B, teniendo a otros 5 rivales, entre ellos los debutantes Agua Dulce FC y Deportivo Coromotano. Finaliza el Torneo Apertura invicto, sumando 22 unidades y siendo un amplio dominador en su zona; para el Clausura, nuevamente cambia de nombre a Club Atlético Portuguesa y se muda a Acarigua, jugando sus compromisos en la cancha "J.J. Montilla", perteneciente a la Universidad Politécnica Territorial del Estado Portuguesa. Mantiene su gran rendimiento, sumando un total de 41 puntos en la temporada, llevándolo de nuevo a la disputa por el ascenso a la Segunda División, formando parte del Cuadrangular B junto a Alianza Monay FC, AD El Nula y Próceres FC

### Cambios de nombre
| Año  | Nombre                   |
| ---- | ------------------------ |
| 2012 | EF Seguridad Ciudadana   |
| 2014 | Academia Fútbol Guanare  |
| 2015 | Atlético Guanare         |
| 2018 | Guanare Sport Club       |
| 2018 | Club Atlético Portuguesa |

## Datos del club
- Temporadas en 1.ª División: 0
- Temporadas en 2.ª División: 1 (2017)
- Temporadas en 3.ª División: 5 (2012, 2012-13, 2013-14, Torneo de Adecuación 2015, 2016), (2018).

## Rivalidades

### Derbi Coromotano
Es aquel partido que protagonizan los dos equipos del Municipio Guanare: Llaneros de Guanare y Atlético Guanare. No cuenta con mucha trayectoria, comenzando a disputarse en 2017 hasta el día del hoy. Ambos cuentan con una buena cantidad de fanáticos en el municipio (Guanare).
| Equipo                 | Victorias | Empates |
| ---------------------- | --------- | ------- |
| Atlético Guanare       | 1         | 1       |
| Llaneros de Guanare EF | 0         | 1       |

## Uniforme
- Titular: Camiseta verde claro con rayas azul pantalón azul y medias verde claro.
- Alternativo: Camiseta , pantalón y medias.

### Evolución del uniforme
| 2016 | 2017 Actualidad | 2017 Actualidad |  |

### Indumentaria y patrocinador
| Período           | Proveedor        |
| ----------------- | ---------------- |
| 2011 - 2013       | Sin Indumentaria |
| 2014 - 2016       | Kiukak Sports    |
| 2017              | uhlsport         |
| 2018 - Actualidad | Sin Indumentaria |

| Período           | Patrocinador                                                                 |
| ----------------- | ---------------------------------------------------------------------------- |
| 2011 - 2016       | Sin patrocinador                                                             |
| 2017              | Ilusión Naranja Montería /                                                   |
| 2018 - Actualidad | CC Llano Mall / Fina ideal / Gobernación Bolivariana de Portuguesa / Ipostel |

## Estadio

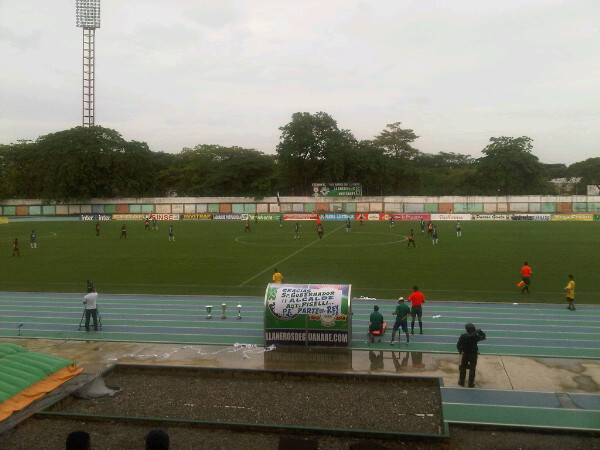
Vista del Estadio Rafael Calles Pinto.

El Estadio Rafael Calles Pinto, es una infraestructura deportiva usada comúnmente para la práctica del fútbol, ubicada en la ciudad de Guanare, tiene una capacidad de al menos unos 6 mil espectadores. Recientemente y a través del IND se inició se proyectó el proceso de reparación de esta estructura que incluía el techado de la tribuna principal, reconstrucción de la cerca perimetral, construcción del edificio administrativo y ampliación de las gradas.

### Estadio Alterno
Cancha de la universidad JJ Montila de acarigua como cancha de entrenamiento

## Jugadores

### Plantilla 2017
- = Lesionado

### Altas y bajas Clausura 2017
| Altas              |                      |               |                                       |
| Jugador            | Nacionalidad         | Posición      | Procedencia                           |
| Wilinton Torres    | Bandera de Colombia  | Entrenador    | Bandera de Venezuela                  |
| Yohalex Vasquez    | Bandera de Venezuela | Delantero     | Próceres Fútbol Club                  |
| Agostinho Da Silva | Bandera de Venezuela | Defensa       | Cantera Inferiores                    |
| Alejandro Giménez  | Bandera de Venezuela | Defensa       | Cantera Inferiores                    |
| Dario Henriquez    | Bandera de Venezuela | Defensa       | Universitarios de Barinas Fútbol Club |
| Ermilson Calles    | Bandera de Colombia  | Defensa       | Antoquia Fútbol Club                  |
| Juan Marulanda     | Bandera de Colombia  | Mediocampista | Inem Akt de Medellín Fútbol Club      |
| Charles Murillo    | Bandera de Colombia  | Defensa       | Inem Akt de Medellín                  |
| Argenis Márquez    | Bandera de Venezuela | Portero       | Portuguesa Fútbol Club                |

| Bajas             |                      |            |                        |
| Jugador           | Nacionalidad         | Posición   | Destino                |
| Jose Bastidas     | Bandera de Venezuela | Entrenador | Desconocido            |
| Alberto Rodríguez | Bandera de Venezuela | Delantero  | Portuguesa Fútbol Club |
| Jehanpaul Gil     | Bandera de Venezuela | Portero    | Desconocido            |

## Entrenadores
- Jose Bastidas (2012 - 2017)
- Wilinton Torres (2017-presente)

## Junta directiva

### Organigrama
| Cargo                  | Nombre                 |
| ---------------------- | ---------------------- |
| Presidente             | Eduardo Cadet Sánchez  |
| Vicepresidente         | Andreína Arca de Cadet |
| Tesorero               | Jorge Patiño           |
| Miembros               | Bandera de Venezuela   |
| Miembros               | Bandera de Venezuela   |
| Asesor Presidencia     | Bandera de Venezuela   |
| Gerente General        | Bandera de Venezuela   |
| Gerente Deportivo      | Bandera de Venezuela   |
| Gerente de Operaciones | Jhosep Pérez           |
| Medios y Prensa        | Jhosep Pérez           |

### Presidentes del club
| Nombre                | Periodo     |
| --------------------- | ----------- |
| Eduardo Cadet Sánchez | 2016-Actual |

## Fanaticada
La Atlétiguanareña es la que la acompaña en sus compromisos

## Palmarés

### Torneos nacionales
- Primera División de Venezuela (0):
- Copa Venezuela de Fútbol (0):
- Segunda División de Venezuela (0):
- Tercera División de Venezuela (0): 3 lugar 2017

## Fútbol femenino
Es un equipo de fútbol profesional Venezolano a nivel femenino y actualmente participa en la Liga Nacional de Fútbol Femenino de Venezuela, liga equivalente a la máxima división del fútbol femenino en Venezuela.

## Categorías inferiores
Tiene categorías inferiores Sub-12 hasta Sub-20